# Justin Bruyenne
Justin Bruyenne, né à Tournai le 25 janvier 1811 et mort à Tournai le 27 juillet 1896, est un architecte belge qui a construit de nombreux édifices à caractère monumental (églises, demeures, châteaux, hospices, écoles, etc.) à Tournai, plus globalement dans la province du Hainaut mais aussi en Flandre dans un style éclectique ou néo-roman.

## Biographie
Antoine Justin Joseph Bruyenne, né à Tournai le 25 janvier 1811, est le fils d'Anselme Bruyenne, entrepreneur en construction, et Rosalie Masure. Le 27 novembre 1844, il épouse Marie Caroline Rasson à Dottignies. 
Il fait ses études primaires à l'école publique de Froidmont. Il poursuit ses études secondaires à l'institut des Frères Bardets à Tournai. Il entre ensuite dans l'atelier de son père où il fait l'apprentissage des techniques de construction. Parallèlement, il suit les cours de l'Académie de dessin entre autres auprès de l'architecte Bruno Renard et du peintre Florentin Decraene. 

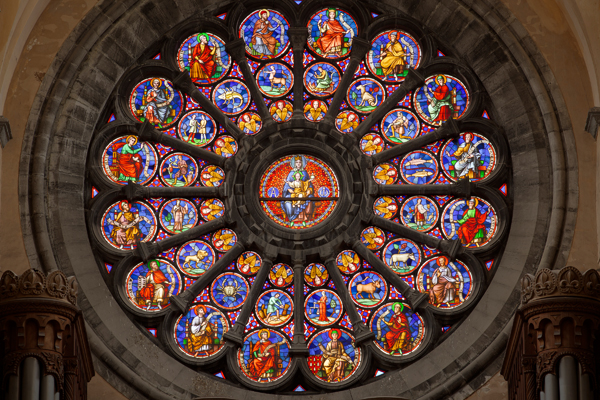
Rosace de la cathédrale Notre-Dame de Tournai.

En 1843, Justin Bruyenne présente les plans de la future salle des Concerts qui sera érigée sur la place Reine Astrid et réalise également ceux de la redoute de l'Hôtel des Artilleurs à la rue Saint-Martin, bâtiment désormais partie intégrante du Musée d'Histoire Naturelle de Tournai. À partir de 1849, il poursuit les travaux de rénovation de la cathédrale Notre-Dame de Tournai (sur la liste du patrimoine mondial de UNESCO), entrepris par son maître, Bruno Renard. Il fait notamment modifier la rosace d'un diamètre de sept mètres conçue au départ par l'architecte lillois Charles César Benvignat avec un vitrail de Jean-Baptiste Capronnier. L'œuvre de Bruyenne, considérable, est ponctuée par la construction et la restauration d'églises de style roman ou néo-roman, d'immeubles civils, d'écoles, d'hôpitaux et de châteaux en Wallonie, Flandre, dans le nord de la France et en Hollande.  
En 1861, il devient membre de la Commission royale des monuments et membre de la Société historique de Tournai.
À la suite de son décès à Tournai le 27 juillet 1896, ses funérailles sont célébrées à l'église Saint-Jacques de Tournai.

## Hommages et distinctions
Une rue porte son nom à Templeuve depuis le 1er janvier 2006.
La distinction suivante lui a été décernée par le roi Léopold II :
- Chevalier de l'ordre de Léopold.

## Sélection d'œuvres
- Églises : église des Rédemptoristes de Tournai, église Notre-Dame-Auxiliatrice de Tournai, église Saint-Amand d'Allain, église Saint-Étienne de Templeuve (détruite à la fin du XXe siècle), église Sainte-Aldegonde d'Hérinnes, église Saints-Cyr-et-Julitte de Seneffe, église Saint-Géry de Willemeau, église Saint-Amand d'Obigies (1862), église de l'Immaculée-Conception de Jumet, église Saint-Rémy de Dampremy (aujourd'hui démolie), couvent des Passionnistes à Ere (1850), église Saint-Louis de Gonzague à Monceau-sur-Sambre (1872), église Saint-Michel de Saint-Sauveur (1880), chapelle du Sacré-Cœur à Saint-Nicolas, etc.
- Il restaure de nombreuses autres églises à Tournai et châteaux: à l'église Saint-Jacques de Tournai, église Saint-Jean de Tournai, église Saint-Nicolas de Tournai, église Sainte-Marguerite de Tournai, beffroi de Tournai (1844), séminaire de Tournai, Église Saint-Martin d'Escanaffles (1878), chapelle du couvent Notre-Dame-aux-Épines à Eeklo (1866-1875),  etc.
- Châteaux : château de la Marlière à Orcq (1844), château Six à Froyennes (1857), château de Bourgogne à Estaimbourg, château d'Henri Duquesne à Vaulx (1859), Quennelée à Antoing.

- Maisons : demeure familiale d'Edmond Cailleau-Pollet à Tournai, maison de campagne d'Alexandre Dapsens à Vaulx, hôtel particulier de Mr. du Bus, à la rue Royale (1877), maison de J. de Bourgogne à la terrasse de la Madeleine (1880), pavillon de Mr. Leman au faubourg de Marvis (1869), café de la Gare, place Crombez (1877), maison de culte de Saint-Laurent (1843)[3].
- Hôpitaux : hospices civils de Celles et de Pottes, hôpital pour hommes (Saint-Trond).
- École Saint-Charles, boulevard Léopold à Tournai (1869) et orphelinat Saint-Charles, boulevard Léopold à Tournai (1874), lycée Notre-Dame-des-Anges à Courtrai.

## Galerie

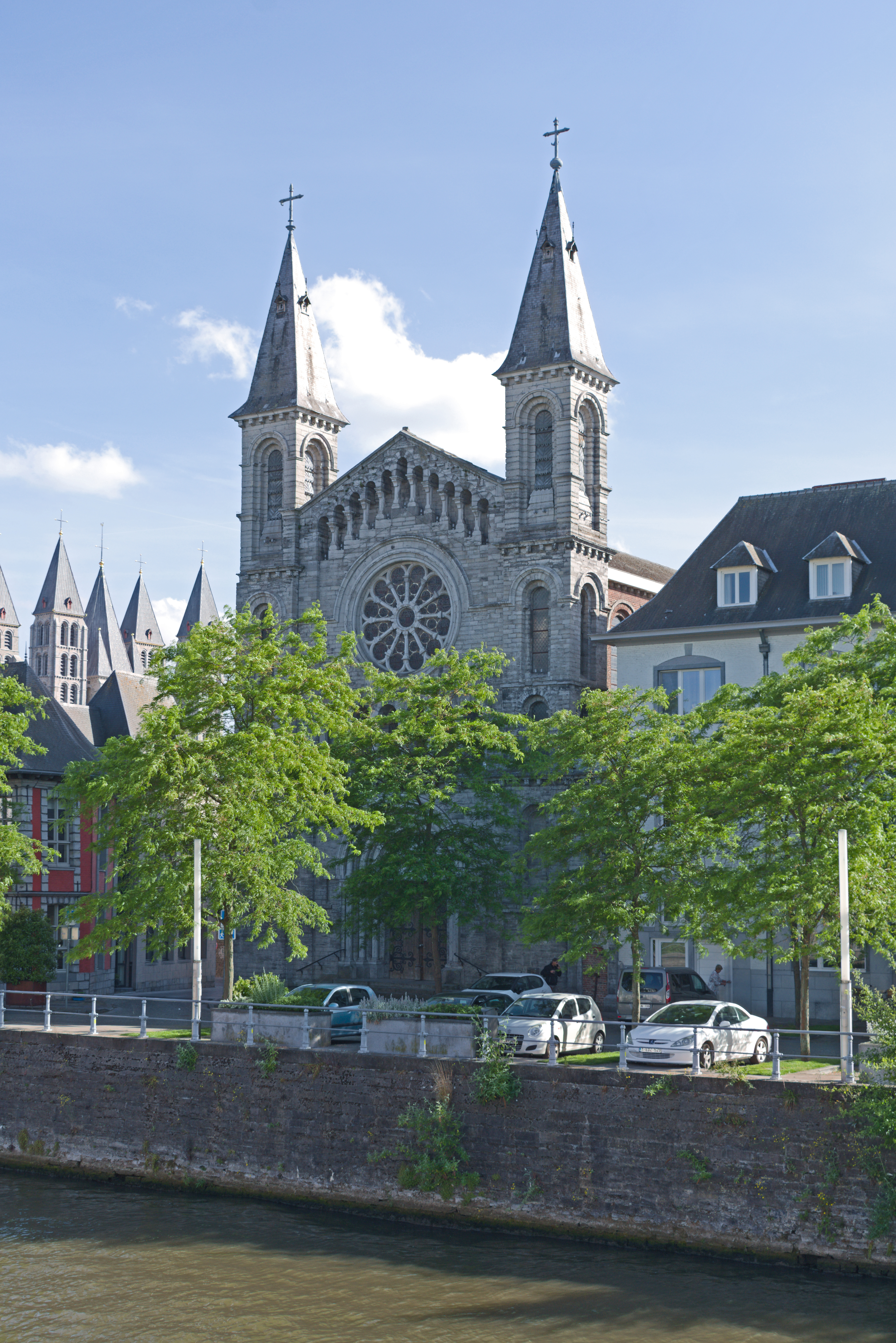
Église Sainte-Marguerite de Tournai.
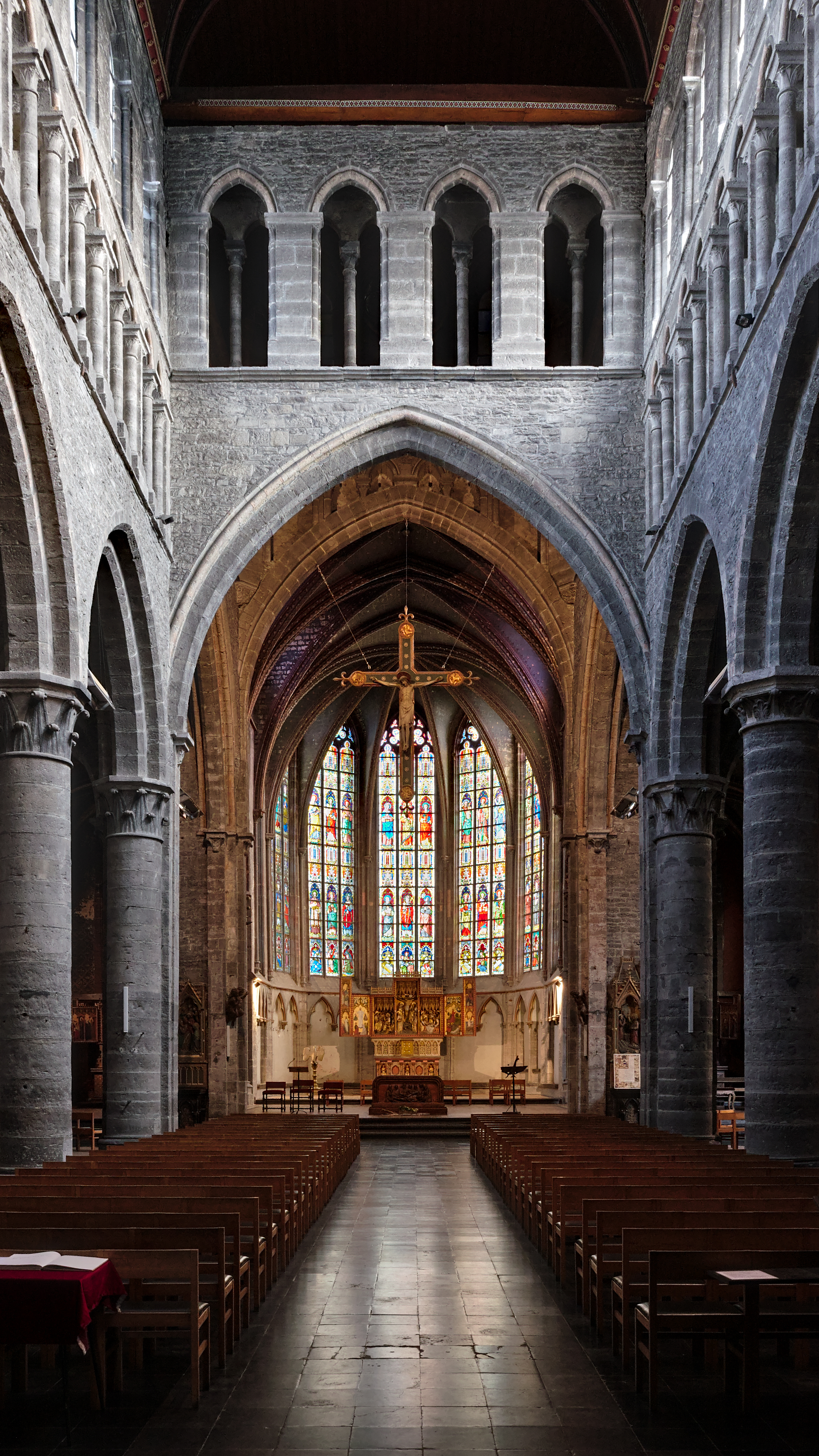
Église Saint-Jacques de Tournai.
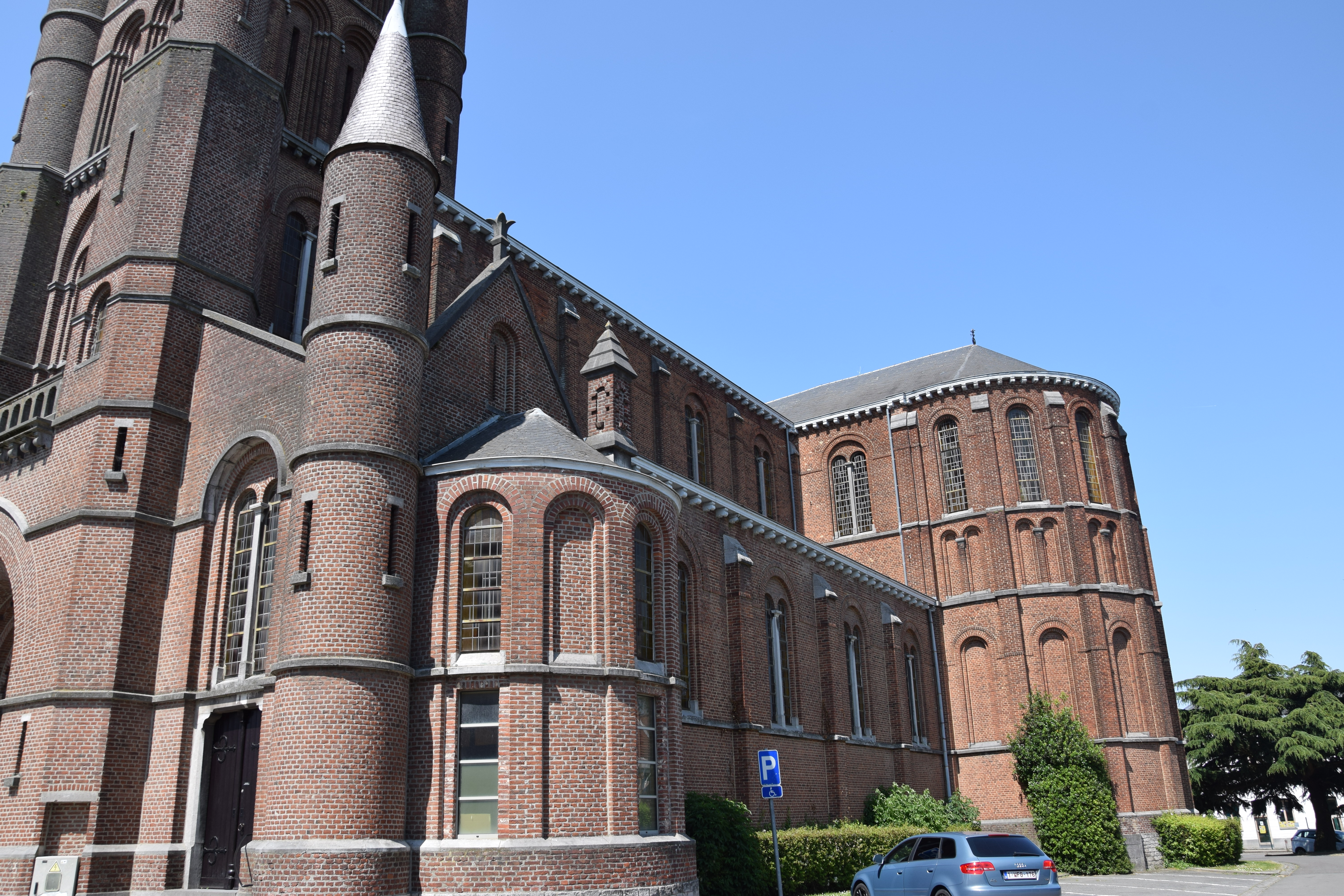
Église Saints-Cyr-et-Julitte de Seneffe (extérieur).
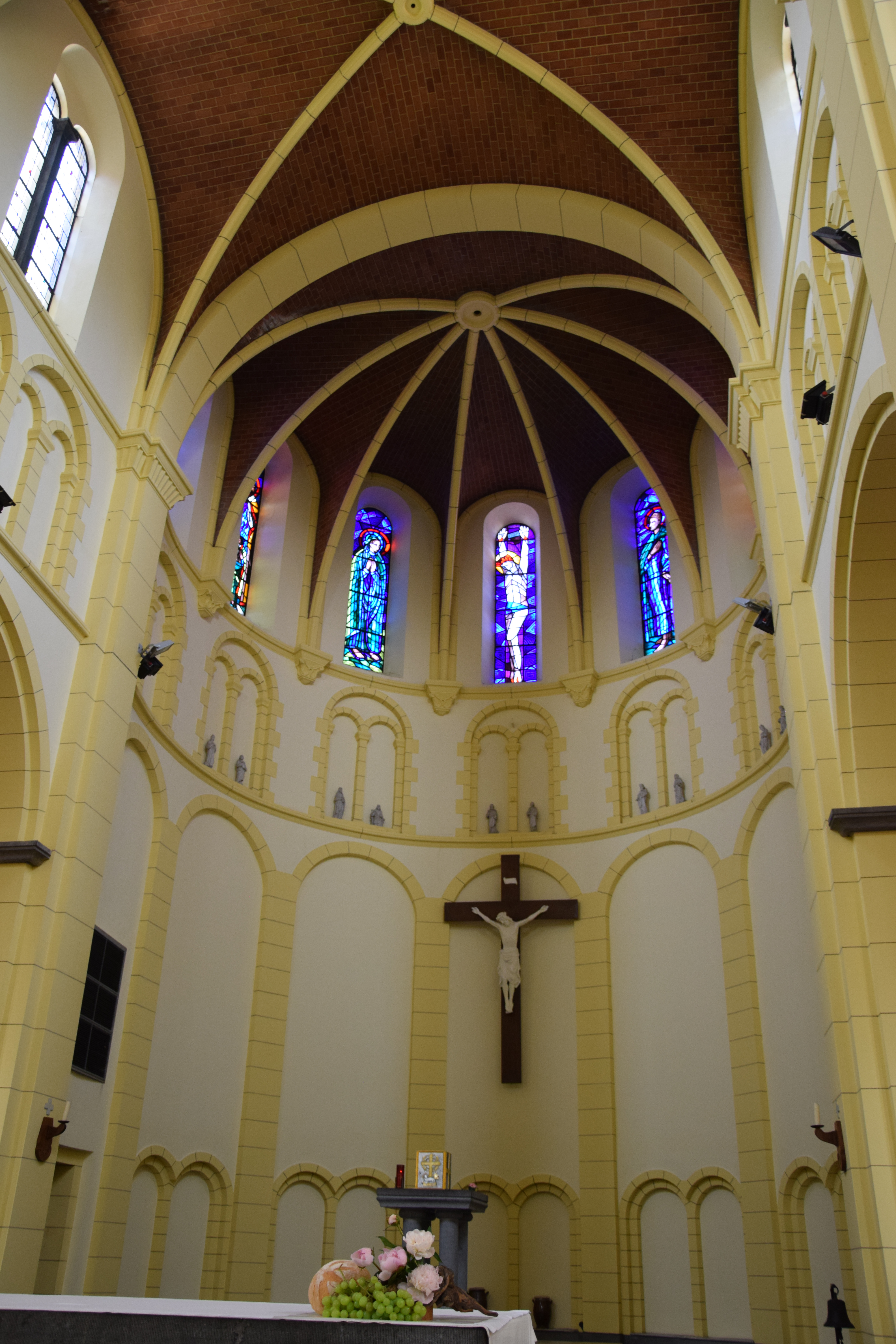
Église des Saints-Cyr-et-Julitte de Seneffe (intérieur).
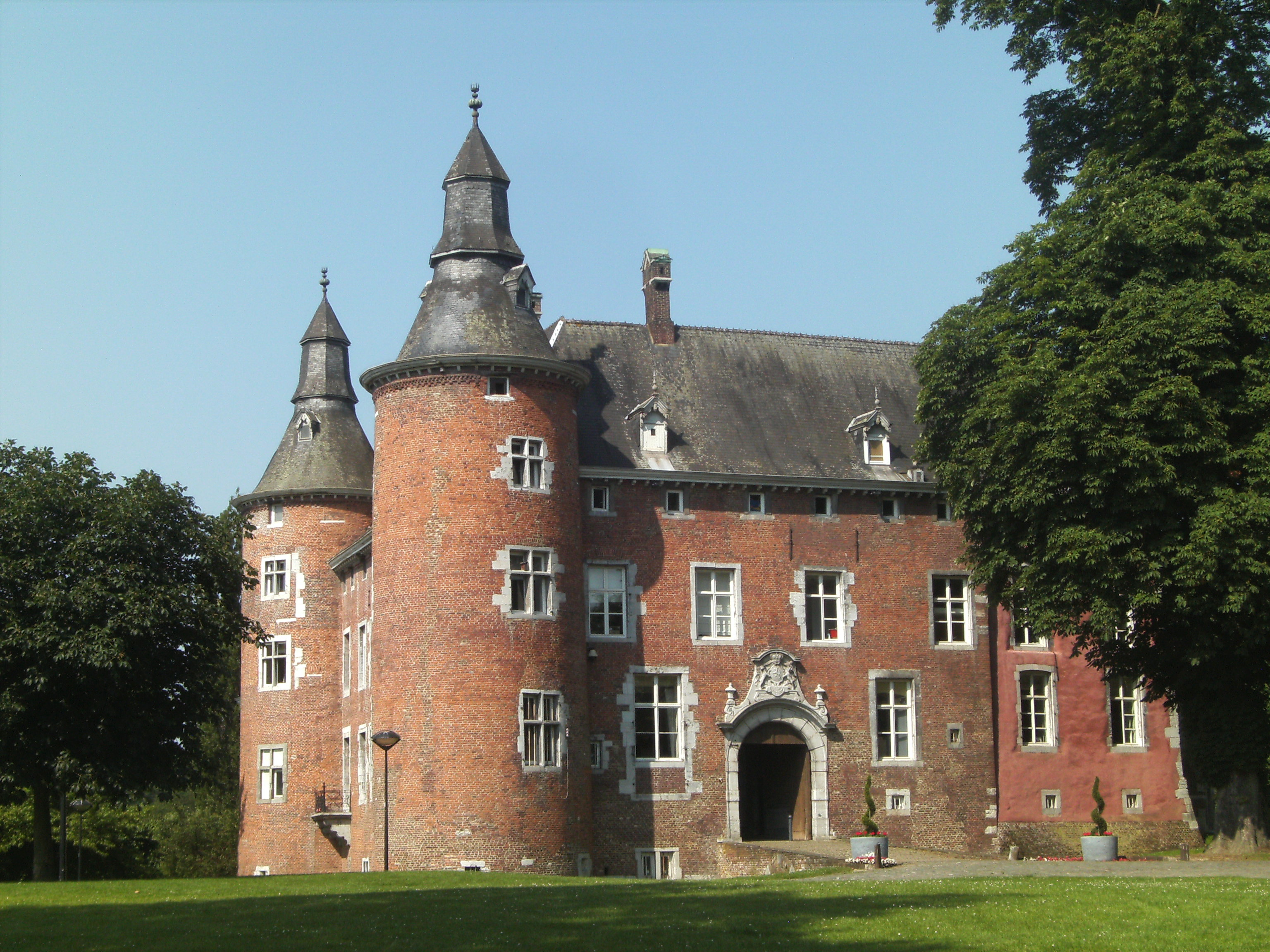
Château de Monceau-sur-Sambre.
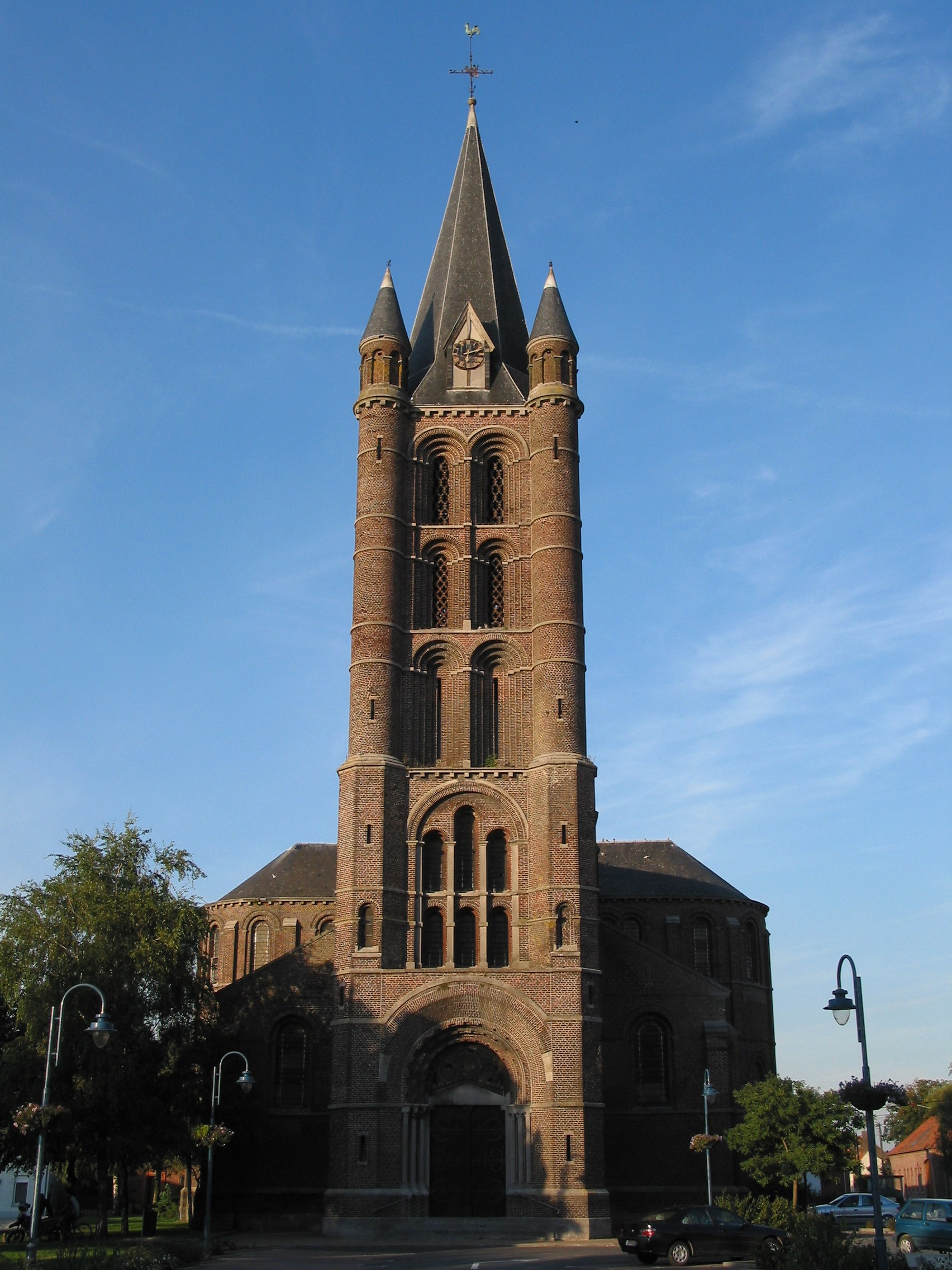
L'église Sainte-Aldegonde à Hérinnes.
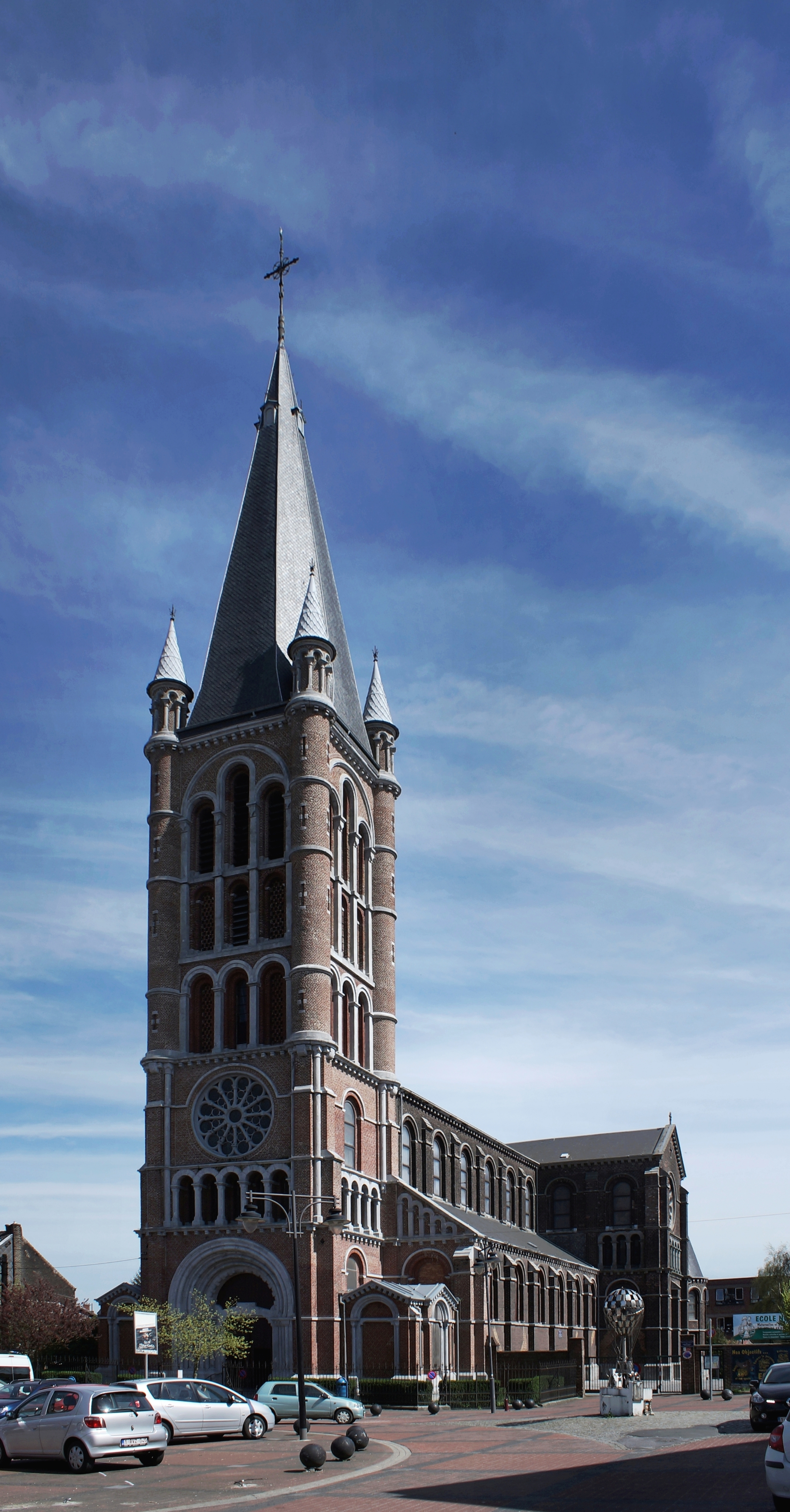
Église de l'Immaculée Conception à Jumet.
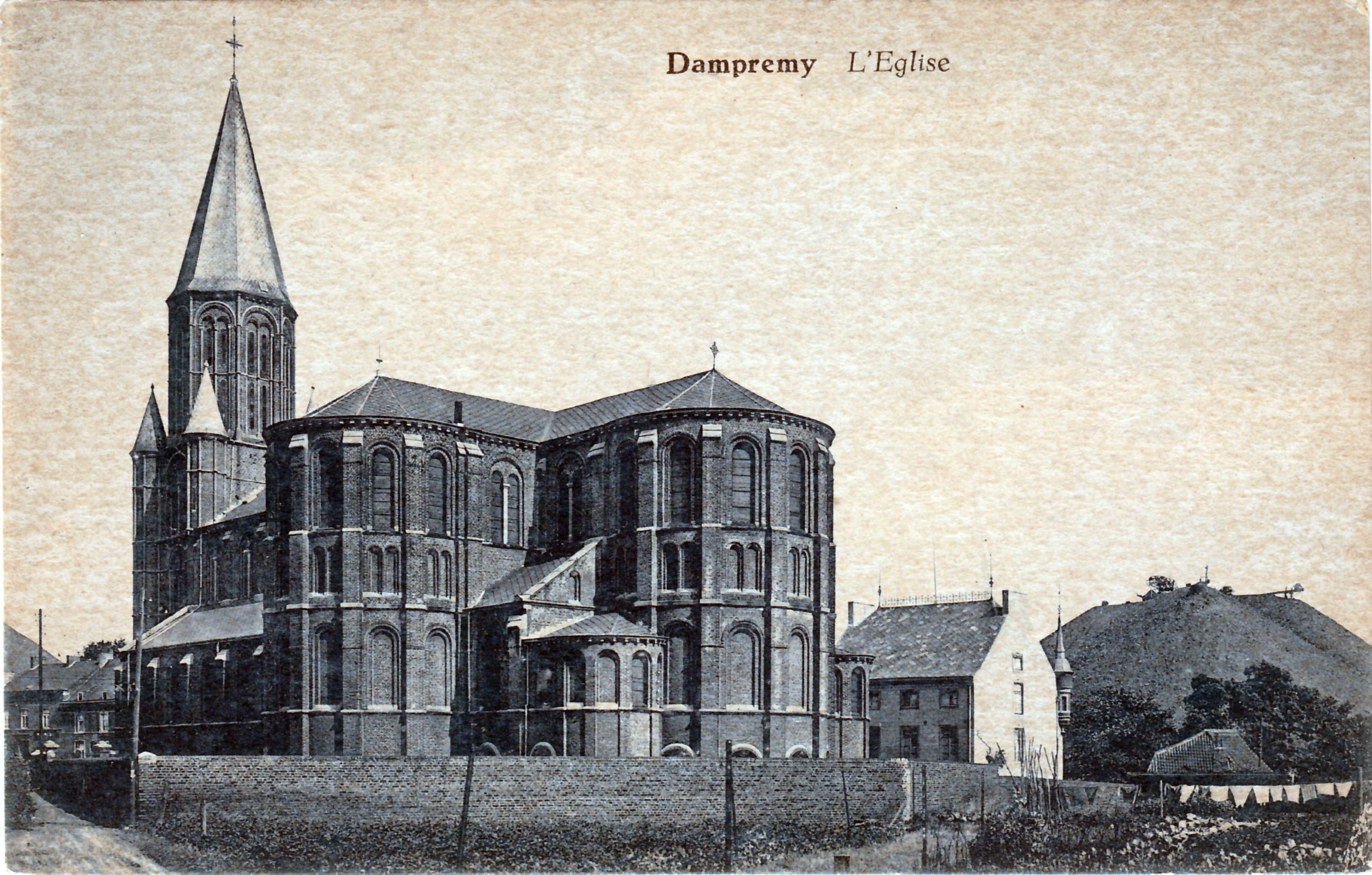
Église Saint-Rémy de Dampremy (1873), démolie en 1981.